# Gert Claessens
Gert Claessens (Tongeren, 21 febbraio 1972) è un ex calciatore belga, di ruolo centrocampista o difensore.

## Palmarès

### Club

#### Competizioni nazionali
- Campionato belga: 2

Club Brugge: 1995-1996, 1997-1998
- Coppa del Belgio: 2

Club Brugge: 1994-1995, 1995-1996
- Supercoppa del Belgio: 3

Club Brugge: 1994, 1996, 1998